# 28687 Reginareals
28687 Reginareals è un asteroide della fascia principale. Scoperto nel 2000, presenta un'orbita caratterizzata da un semiasse maggiore pari a 2,9267561 UA e da un'eccentricità di 0,0820722, inclinata di 2,88030° rispetto all'eclittica.